# دودا بیت
ادواردا بیتنکور سیمئوس (زاده ۸ اکتبر ۱۹۸۷)، که بیشتر با نام دودا بیت (با حروف الفبای DUDA BEAT) شناخته می‌شود، خواننده و ترانه‌سرای برزیلی است. او در سال ۲۰۱۸ برنده جایزه ACPA برای هنرمند موفق شد و اولین آلبوم او Sinto Muito در بین ۵۰ آلبوم برتر برزیل طبق رده‌بندی رولینگ استون قرار گرفت.
ادواردا بیتنکور سیمئوس در ۸ اکتبر ۱۹۸۷ در ریسیف، مرکز ایالت پرنامبوکو برزیل به دنیا آمد. او دختر Suyenne Bittencourt و Tárciso Simões است. در حالی که او ابتدا از نام هنری "Duda Bitt" استفاده می‌کرد، این هنرمند بعداً تصمیم گرفت نام Duda Beat را برای ادای احترام به جنبش manguebeat انتخاب کند. در ۱۸ سالگی به ریودوژانیرو نقل مکان کرد. در آوریل ۲۰۱۸، او در رشته علوم سیاسی از دانشگاه فدرال ایالت ریودوژانیرو فارغ‌التحصیل شد و مقاله ای در مورد مسیحیت انجیلی و سیاست برزیل منتشر کرد. در همان ماه، او کار حرفه ای موسیقی خود را با انتشار اولین آلبوم خود آغاز کرد.
دودا بیت با توماس ترویا، تهیه‌کننده دو آلبوم او و عضو گروهش ازدواج کرده‌است.